# Giancarlo Parretti
Giancarlo Parretti (Orvieto, 23 ottobre 1941) è un imprenditore italiano.

## Biografia
Finanziere italiano, è diventato famoso negli Stati Uniti per la sua fallimentare scalata della MGM.
Magnate della finanza, è stato proprietario e presidente della catena Melia Hotel, un marchio con più di 300 alberghi sparsi in tutto il mondo, e della Renta Immobiliaria S.A, una delle più grandi società immobiliari spagnole. È stato, inoltre, socio fondatore del quotidiano spagnolo El Mundo.
Per breve tempo, dal 1979 al 1981, è stato anche presidente del Siracusa Calcio, nonché editore del quotidiano "Il Diario".
Nel 1990 lanciò un'OPA sulla New York Stock Exchange che gli consentì di diventare proprietario e presidente del gruppo Pathé-Metro-Goldwyn-Mayer-United Artists. Comprò la MGM per 1,3 miliardi di dollari, con fondi presi in prestito da una filiale olandese del Crédit Lyonnais.
Dopo due anni, però, il Crédit Lyonnais licenziò Parretti e assunse il controllo della MGM, citandolo in tribunale. La banca fu salvata dal fallimento solo grazie all'intervento del governo francese, che creò un consorzio ad hoc, sollevando grandi polemiche. Nel marzo 1999 un tribunale francese lo giudicò colpevole di abuso di fondi aziendali e di frode fiscale condannandolo a quattro anni di carcere e a pagare una multa di un milione di franchi.